# Michael Mark
Michael Mark, né Morris Schulman, est un acteur américain d'origine russe né le 15 mars 1886 à Mogilev et mort le 3 février 1975. Il a joué dans plus d'une centaine de films.

## Filmographie partielle
- 1928 : Napoleon's Barber de John Ford
- 1931 : The Guardsman de Sidney Franklin
- 1931 : Resurrection d'Edwin Carewe
- 1931 : Frankenstein de James Whale
- 1931 : Ambassador Bill de Sam Taylor
- 1936 : Héros malgré lui (Sons o' Guns) de Lloyd Bacon
- 1939 : Le Fils de Frankenstein (Son of Frankenstein) de Rowland V. Lee
- 1940 : Flash Gordon Conquers the Universe de Ford Beebe et Ray Taylor
- 1942 : Le Fantôme de Frankenstein (The Ghost of Frankenstein) d'Erle C. Kenton
- 1944 : La Maison de Frankenstein (House of Frankenstein) d'Erle C. Kenton
- 1959 : Le Retour de la mouche (Return of the Fly) d'Edward Bernds
- 1959 : La Femme guêpe de Roger Corman